# 桂林束腰蟹
桂林束腰蟹（学名：Somanniathelphusa guilinensis）为束腹蟹科束腰蟹属的动物。在中国大陆，分布于广西等地，常栖息于山区溪流石块下或稻田泥洞中。其生存的海拔范围为500至1000米。
其种加词“guilinensis”意为“广西桂林的”。